# Моклище
Моклище (бел. Моклішча) — деревня в Алексичском сельсовете Хойникского района Гомельской области Беларуси.

## География

### Расположение
В 28 км на северо-запад от районного центра и железнодорожной станции Хойники (на ветке Василевичи — Хойники от линии Гомель — Калинковичи), в 131 км от Гомеля.

### Гидрография
На западе сеть мелиоративных каналов, соединённая с рекой Припять (приток реки Днепр).

## Транспортная сеть
Транспортные связи по просёлочной, затем автомобильной дороге Хойники — Мозырь. Планировка состоит из чуть изогнутой улицы, ориентированной с юго-востока на северо-запад. Застройка двусторонняя, деревянная, усадебного типа.

## История
Моклище известно из упомянутого в деле о дворянстве рода Оскерко завещания 1782 года пана Богуслава Леопольда сыновьям. Согласно «Камеральному описанию Речицкой округи…» 1796 года, деревнями Моклище и Мутижер, селом Старч в составе имения Михалёв владел поручик войск польских Михал Оскерко. В пореформенный период селение находилось в Юровичской волости Речицкого уезда Минской губернии. В «Описании церквей и приходов Минской епархии» 1879 года названо среди принадлежавших к приходу Алексичской Свято-Николаевской церкви. Согласно переписи 1897 года действовал хлебозапасный магазин.
С 8 декабря 1926 года по 10 ноября 1927 года центр Моклищанского сельсовета Юровичского района Речицкого, с 9 июня 1927 года Мозырского округов. В 1931 году организован колхоз. Во время Великой Отечественной войны в лесах поблизости деревни базировалась 2-я Калинковичская партизанская бригада имени М.В. Фрунзе. В июне 1943 года каратели сожгли деревню и убили 3 жителей. 38 жителей погибли на фронте. Согласно переписи 1959 года в составе колхоза «Ленинский путь» (центр — деревня Глинище).

## Население

### Численность
- 2021 год —  2 хозяйства, 4 жителя

### Динамика
- 1850 год — 29 дворов, 85 жителей
- 1897 год — 26 дворов, 225 жителей (согласно переписи)
- 1908 год — 46 дворов, 245 жителей
- 1930 год — 65 дворов 342 жителя
- 1959 год — 230 жителей (согласно переписи)
- 2004 год — 3 хозяйства, 19 жителей
- 2021 год —  2 хозяйства, 4 жителя